# Список городской скульптуры Сумгаита
Список сумгаитской городской скульптуры представляет собой перечень всех самостоятельных произведений скульптуры, установленных на улицах или площадях, в парках или скверах третьего по величине города Азербайджана, города Сумгаит, включая утраченные (выделены курсивом). В список не включены произведения пластики, созданные как элементы других объектов: например, фигуры или композиции, украшающие фонтаны или установленные на зданиях. В список не включены декоративная парковая скульптура (изваяния, не являющиеся самодостаточными произведениями искусства) и надгробные памятники, находящиеся на городских кладбищах Сумгаита. В списке также отсутствуют различные мемориальные сооружения или памятники, не являющиеся произведениями скульптуры (например, памятные камни или знаки, памятники архитектуры, а также различная техника, установленная на постаментах).

## Скульптурные памятники выдающимся людям
| Персонаж          | Год установки | Местоположение                        | Авторы (скульпторы; архитекторы)               | Фото | Примечания                                      |
| ----------------- | ------------- | ------------------------------------- | ---------------------------------------------- | ---- | ----------------------------------------------- |
| Нариман Нариманов | 1964          | пр. Гейдара Алиева                    | Миралай Миркасимов, Н. Исмаилов и Ф. Леонтьева |      | Постамент облицован мрамором.                   |
| Насими            | 2003          | ул. Самеда Вургуна, парк имени Насими |                                                |      |                                                 |
| Гейдар Алиев      | 2005          | пр. Гейдара Алиева, 3-й микрорайон    |                                                |      |                                                 |
| Низами Гянджеви   | 2007          | ул. Низами Гянджеви, 34-й квартал     | Иса Маммедханов                                |      | Статутя сделана из бронзы. Высота - 3,9 метров. |
| Узеир Гаджибеков  | 2009          | ул. Узеира Гаджибекова, 34-й квартал  | Вагиф Назиров                                  |      |                                                 |

### Памятники-бюсты
| Персонаж                 | Год установки | Местоположение                                                        | Авторы (скульпторы; архитекторы) | Фото | Примечания                                                          |
| ------------------------ | ------------- | --------------------------------------------------------------------- | -------------------------------- | ---- | ------------------------------------------------------------------- |
| Джафар Джаббарлы         | 1968          | ул. Джафара Джаббарлы, 5-й микрорайон                                 | Э. Гусейнов; Я. Рагимзаде        |      |                                                                     |
| Азиз Алиев               | 1977          | пр. Гейдара Алиева, во дворе медицинского училища                     |                                  |      |                                                                     |
| Микаил Мушфиг            | 1993          | 13-й микрорайон, напротив средней школы № 34                          |                                  |      |                                                                     |
| Матлаб Гулиев            | 1993          | 2-й микрорайон, во дворе средней школы № 3                            |                                  |      |                                                                     |
| Зюльфи Гаджиев           | 1993          | 8-й микрорайон, во дворе средней школы № 17                           |                                  |      |                                                                     |
| Гаджи Зейналабдин Тагиев | 1996          | посёлок имени Гаджи Зейналабдина Тагиева, Дом культуры имени Шахрияра |                                  |      |                                                                     |
| Джалил Мамедкулизаде     | 2003          | ул. Джалила Мамедкулизаде, 6-й микрорайон                             | Вагиф Назиров                    |      | Постамент памятника и окружающие его стены облицованы камнем аглай. |
| Гейдар Алиев             | 2006          | ул. Низами Гянджеви, перед зданием партии «Новый Азербайджан»         |                                  |      |                                                                     |

## Монументы и мемориалы
| Название                                                   | Год установки | Местоположение     | Авторы (скульпторы; архитекторы)  | Фото | Примечания                                            |
| ---------------------------------------------------------- | ------------- | ------------------ | --------------------------------- | ---- | ----------------------------------------------------- |
| Памятник чайке                                             | 1964          | при въезде в город | Сулейман Гаджиев                  |      | Возведён в честь 15-летия города. Высота - 13 метров. |
| Голубь мира                                                | 1978          | ул. Самеда Вургуна | Вагиф Назиров, Асим Гулиев Гулиев |      | В 2008 году скульптура была отреставрирована.         |
| Памятник в память о погибших в Великой Отечественной войне | 1985          | пр. Гейдар Алиева  | Вагиф Назиров                     |      |                                                       |

## См.также
- Список бакинской городской скульптуры
- Список достопримечательностей Баку